# Tóth Csaba (orvos)
Tóth Csaba János (Kiskunfélegyháza, 1940. szeptember 1. –) orvos, sebész-urológus, egyetemi tanár, az orvostudomány doktora. Műtéti tevékenységével több területen forradalmasította a gyógyítást.

## Életpályája
1964-ben a Szegedi Orvostudományi Egyetemen szerzett orvosi diplomát. Később sebészetből és urológiából is szakvizsgát tett. A 70-es évek közepén kilenc hónapot különböző németországi klinikákon dolgozott. 1975-ben Ő volt az első magyarországi orvos, aki megszervezte a veseköves betegek gondozását, ennek eredményeként urológiai részlegvezető főorvosi kinevezést kapott. 1980-ban sikeres Ph.D. vizsgát tett. Disszertációjának címe Veseköves betegek gondozása. Vesekövek szerkezete volt. Még ugyanebben az évben létre hozta szentesi kórház urológiai osztályát, ahol osztályvezető főorvos lett. 1984-ben Magyarországon elsőként vezette be az endoszkópos vese-és uretersebészetet, és elterjesztette az országban. 1988-ban megalapította az Az Országos Urológus Teniszbajnokságot. 1988 és 1995 között a Bács-Kiskun Megyei Kórház urológiai osztályának vezetője volt Kecskeméten. Számos külföldi országban, köztük Romániában, Csehszlovákiában, Jemenben, és Pakisztánban is bevezette az endoszkópos vese-és uretersebészetet. 1991-től a Magyar Tudományos Akadémia doktora. 1992-ben bevezette a laparoscopos urológiai műtéti eljárást hazánkban. 1994 és 1996 között a Magyar Tudományos Akadémia Orvosi Tudományok Osztálya urológiai kutató bizottság tagja, valamint a Magyar Urológusok Társaságának elnöke (1997-ig), előtte és utána vezetőségi tagja. 1995-től a Debreceni Egyetem Urológiai Klinikájának igazgatója, egyetemi tanár. 1999-ben az Endoscopia és Minimálisan Invazív Terápia című folyóirat alapító főszerkesztője volt. 2006-tól ugyanezen klinika Endourológiai és Vesekőzúzó Központjának szakmai igazgatója. Több könyv szerzője, társszerzője, szerkesztője. Gyógyító munkája, műtétei, publikációi, könyvei, előadásai bel- és külföldön elismertté tették. Több egyetemi és országos kitüntetés birtokosa. Amatőr fotós. Szakmai könyveit, közleményeit saját fényképeivel teszi szemléletessé. Három fotóalbuma jelent meg, képei több folyóiratban szerepeltek. 25 városban volt önálló fotókiállítása.

## Tagságai
- 1995 és 1998 között az European Board of Urology tagja volt.
- 1996-ban a Magyar Endourológiai társaság alapító tagja volt.
- 1996-tól a Südostdeutsche Gesellschaft für Urologie és a Román Endourológus Társaság tiszteletbeli tagja.
- 1996 és 2000 között az MTA Köztestületének tagja volt.
- 1999 és 2006 között a Közép-európai Urológus Társaság magyarországi elnöke volt.
- 2000-től a Nagyváradi Egyetem társprofesszora.
- 2000-ben a Debreceni Akadémiai Bizottság Gyakorlati és Kísérletes Sebészeti Munkabizottság társelnöke volt.
- 2006-tól a Magyar Tudományos Akadémia Orvosi Tudományok Osztálya I. sz. Doktori Bizottság tagja.
- 2007. július 1-jétől a Debreceni Egyetem Szenátusi Sportbizottság tagja.

## Díjai, elismerései
- Kiváló Munkáért (1981)
- Kiváló Dolgozó (1987)
- A Haza Szolgálatáért érem arany fokozat (1987)
- Nívódíj „Endoszkópos vesekősebészet" c. könyvéért (1988)
- Kecskemét Városért Egészségügyi Díj (1994)
- Noszkay Aurél-emléklap (1996)
- Az év oktatója (2003)
- Debreceni Egyetem Kiváló Oktatója (2004)
- Magyar Felsőoktatásért Emlékplakett (2005)
- Nívódíj „Urológia” c. egyetemi tankönyvért
- Bugyi István honoris causa érem (2005)
- Pro Facultate kitüntetés (2006)
- Kettesy Aladár érem (2007)
- Debrecenben ”Év embere” kitüntetés (2008)
- A Magyar Köztársasági Érdemrend tisztikeresztje – polgári tagozat (2009) [1]
- Illyés Géza érem a Magyar Urológusok Társasága kitüntetése (2009)

## Könyvei
1. Repetitorium chirurgiae (társszerző) – Szegedi Nyomda, 1970
2. Emlékkönyv – Szentesi Megyei Kórház (Szerk.) – Szegedi Nyomda, 1972
3. Endoszkópos vesekősebészet – Medicina, Budapest, 1987 (nívódíj)
4. Laparoscopia az urológiában – (társszerző) Alföldi Nyomda, Debrecen, 1995
5. Urológia kézikönyv (társszerző) – Medicina, Budapest, 1997
6. Az urológia tankönyve (társszerző) – Semmelweis Kiadó, Budapest, 1997
7. Endoscopy urinary tract stone surgery – Gazini Printing Press
8. A Magyar Urológusok Társasága Emlékkönyve 1994-1997 (szerk.)
9. Az aranycsapat sportorvosának titkaibólUrolSeb. Bt, Debrecen, 2000
10. 100 éve született Bugyi István sebészprofesszor(szerkesztő)Szeged, 2001
11. Az urológia színes atlasza Medicina, Budapest, 2001
12. Sürgősségi ellátás az urológiában, Medicina, Budapest, 2003
13. Urológia egyetemi tankönyv, Medicina, Budapest, 2005 (nívódíj)